# Сельское поселение Верейское (Раменский район)
Сельское поселение Вере́йское —  упразднённое муниципальное образование (сельское поселение) в Раменском муниципальном районе Московской области России.
Административный центр — деревня Верея. В состав входят 6 населённых пунктов.
Глава сельского поселения — Чистюхин Сергей Васильевич.

## История
Муниципальное образование сельское поселение Верейское в существующих границах было создано в 2005 году на основании закона Московской области «О статусе и границах Раменского муниципального района и вновь образованных в его составе муниципальных образований».
4 мая 2019 года Раменский муниципальный район был упразднён, а все входившие в него городские и сельские поселения объединены в новое единое муниципальное образование — Раменский городской округ.

## Территория и границы
Площадь территории муниципального образования — 1156 га.

## Население
| 2007  | 2008  | 2009  | 2010  | 2011  | 2012  | 2013  | 2014  |
| ----- | ----- | ----- | ----- | ----- | ----- | ----- | ----- |
| 4955  | ↗4979 | ↗5034 | ↗6548 | ↗6669 | →6669 | ↘6646 | ↘6566 |
| 2015  | 2016  | 2017  | 2018  | 2019  |       |       |       |
| ↗6597 | ↗6817 | ↘6565 | ↘6508 | ↘6462 |       |       |       |

## Состав
В состав МО вошли 6 населённых пунктов бывшего Быковского сельского округа: (3 посёлка, 1 село и 2 деревни).
| Наименование                                         | Вид     | Население, чел. (2006) | ОКАТО          | Бывшая административная единица до 2005 года |
| ---------------------------------------------------- | ------- | ---------------------- | -------------- | -------------------------------------------- |
| Быково                                               | село    | 1313                   | 46 248 802 002 | Быковский сельский округ                     |
| Верея                                                | деревня | 1434                   | 46 248 802 001 | Быковский сельский округ                     |
| Всесоюзного электротехнического института им. Ленина | посёлок | 75                     | 46 248 802 006 | Быковский сельский округ                     |
| Михнево                                              | деревня | 398                    | 46 248 802 004 | Быковский сельский округ                     |
| Опытное Поле                                         | посёлок | 480                    | 46 248 802 005 | Быковский сельский округ                     |
| Спартак                                              | посёлок | 1311                   | 46 248 802 003 | Быковский сельский округ                     |

## Известные уроженцы
- Коротаева Любовь Георгиевна — единственная женщина-участница (в составе группы из 20 человек) восхождения на Эльбрус для снятия фашистских штандартов и водружения флагов СССР 9—13 февраля 1943 года. Соавтор (вместе с А. И. Грязновым и Н. Б. Персияниновым) песни «Баксанская» («Помнишь, товарищ…»).